# Peter Maffay
Peter Maffay (Braşov, 30 de agosto de 1949) é um músico alemão nascido na Romênia. Peter Maffay (nascido em 30 de agosto de 1949 na cidade romena de Braov, alemão: Kronstadt, nome verdadeiro: Peter Alexander Makkay) é um músico alemão.

## Biografia
Nascido em Brasov, na Romênia, filho de um alemão (saxão transilvano), ele tinha 14 anos quando sua família se mudou para a Alemanha natal de seus pais em 1963. No mesmo ano, ele começou sua primeira banda The Dukes. Depois de completar sua educação e trabalhar para Chemigraphics, um fabricante de arte, Maffay trabalhou em clubes, onde distribuiu sua música.
A carreira de Peter Maffay começou com a publicação de seu primeiro single, "Du" ( You in German). Foi o maior hit alemão em 1970 e trouxe Maffay fama instantânea. Com o álbum Steppenwolf em 1979, Maffay tornou-se uma grande estrela da música na Alemanha. O álbum vendeu 1,6 milhão de cópias, tornando-se o LP mais vendido naquele momento. Em 1980, o álbum Revanche ( Revenge ) quebrou seu recorde anterior, vendendo 2,1 milhões de cópias.
Maffay detém o recorde alemão para os singles classificados mais classificados no ranking de álbuns e álbuns, incluindo 12 álbuns. Além disso, a maioria dos álbuns de estúdio alcançou os dez melhores. Ele também possui um recorde alemão para a maioria dos álbuns ter vendido mais de um milhão de cópias, com 14. Seu último álbum, Laut und Leise ( Loud and Quiet ), tornou-se o décimo quarto.
No total, a Maffay vendeu mais de 35 milhões de registros. Desde 1980, cada um dos seus 13 passeios (aproximadamente todos os 2 anos) classificou-se entre as três atrações mais visitadas de cada temporada na Alemanha, sendo que nove deles ocuparam o primeiro lugar naquela categoria.
Maffay também criou uma série de contos de fadas sobre um pequeno dragão verde chamado Tabaluga, que foi distribuído em quatro álbuns. A peça também foi transformada em musical. Maffay viajou individualmente com Tabaluga & Lilli na Alemanha; Mais tarde lançou um álbum ao vivo, DVD e transmissão de TV ao vivo. O passeio incluiu Peter Maffay, Alexis, Nino de Angelo, Rufus Beck e Carl Carlton entre outros.
Em 1998, Maffay criou um álbum em colaboração com artistas de todos os cantos do mundo, incluindo cantores e músicos aborígenes de Israel, chamados de "Begegnungen". Julia Neigel, outro famoso artista alemão, é um dos músicos com quem ele geralmente trabalha com letras e cantando em duetos. Ela escreveu dois de seus melhores singles - "Freiheit Die Ich Meine" e "Siehst Du die Sonne", uma capa do "Le Poupeé qui fait non" de Michel Polnareff.
Ele também estrelou dois filmes dirigidos por Peter Patzak: The Joker em 1986 e Capturados no Iêmen em 1999. Além disso, Maffay desempenhou um papel de apoio na característica "The Polar Bear".

## Vida pessoal
Peter Maffay é ativo na política e às vezes insere suas próprias posições políticas em sua música. Ele é um ativista da paz e, em 2005, realizou um concerto para as tropas alemãs da ISAF no Afeganistão. Maffay também doa para projetos para crianças traumatizadas e abusadas. Na ilha espanhola de Maiorca, ele estabeleceu uma fazenda onde crianças traumatizadas de todo o mundo podem ter um feriado gratuito de duas semanas para ajudá-los a lidar com seus problemas. Por seu compromisso social, ele recebeu o Bundesverdienstkreuz em 1996 e, em 2001, recebeu um prêmio chamado "Goldene Henne" ("The Golden Hen").
Peter Maffay casou quatro vezes, tem um filho e vive com sua família em uma fazenda em Maiorca. Um dos seus passatempos é o andar de moto. Em 1972, Maffay foi gravemente ferido em um acidente depois de bater sua Harley Davidson. Mais tarde na vida, ele cruzou o deserto do Saara várias vezes em uma motocicleta off-road.

## A banda
Desde o início da carreira musical de Maffay, Carl Carlton tocou guitarra em muitos projetos. Da mesma forma, durante muitos anos, Bertram Engel (bateria), Ken Taylor (baixo) e Jean-Jacques Kravetz (piano) também trabalharam com Maffay. Algum tempo depois, Jean-Jaques Kravetz trouxe seu filho Pascal Kravetz (guitarra) com ele na dobra. Em 2004, Frank Dietz, Andreas Becker, alguns dos amigos da Maffay da banda deixaram para buscar outros projetos. A mais nova adição à banda é o guitarrista de Hamburgo, Peter Keller.

## Discografia
- 1970: Für das Mädchen, das ich liebe (CD / LP) (For the Girl that I Love)
- 1971: Du bist wie ein Lied (CD / LP) (You are like a song)
- 1972: Omen (CD / 2LP)
- 1974: Samstagabend in unserer Straße (CD / LP) (Saturday Evening in our Street)
- 1975: Meine Freiheit (CD / LP) (My Freedom)
- 1976: Und es war Sommer (CD / LP) (And it was Summer)
- 1977: Tame & Maffay (CD / LP)
- 1977: Dein Gesicht (CD / LP) (Your face)
- 1978: Live (CD / LP)
- 1979: Steppenwolf (CD / LP)
- 1979: Tame & Maffay 2 (CD / LP)
- 1980: Revanche (CD /LP) (Revenge)
- 1982: Ich will Leben (CD / LP) (I want to live)
- 1982: Live '82 (CD / LP / VHS)
- 1983: Tabaluga und die Reise zur Vernunft (CD / LP) (Tabaluga & the Journey to Reason)
- 1984: Carambolage (CD / LP)
- 1984: Deutschland '84 (DVD / VHS)
- 1985: Sonne in der Nacht (CD / LP / DVD / VHS) (Sun in the Night)
- 1986: Tabaluga und das leuchtende Schweigen (CD / LP) (Tabaluga and the Luminous Silence)
- 1987: Live '87 (DVD / VHS)
- 1988: Lange Schatten (2CD / 2LP) (Long Shadows)
- 1988: Lange Schatten Tour '88 (CD / LP / VHS) (Long Shadow Tour 1988)
- 1989: Kein Weg zu Weit (CD / LP / DVD / VHS) (No Way to Far)
- 1989: Die Story 2 (CD)
- 1990: Leipzig (CD / LP / VHS)
- 1991: 38317 (CD / LP)
- 1991: 38317 — Das Clubconcert (DVD / VHS)
- 1992: Freunde und Propheten (CD) (Friends and Prophets)
- 1993: Der Weg 1979–93 (CD / VHS) (The Way 1979 to 1993)
- 1993: Tabaluga und Lilli (CD) (Tabaluga and Lilli)
- 1994: Tabaluga und Lilli Live (2CD / VHS) (Tabaluga and Lilli Live)
- 1996: Sechsundneunzig (CD) (Ninety-Six)
- 1996: Sechsundneunzig — Das Clubconcert (DVD / VHS) (Ninety Six — Club Concert)
- 1997: 96 Live (2CD / DVD / VHS)
- 1998: Begegnungen (CD / DVD / VHS)
- 1999: Begegnungen Live (2CD)
- 2000: X (CD)
- 2001: Heute vor dreissig Jahren (CD) (Thirty Years ago)
- 2001: Heute vor dreissig Jahren — Live (DVD) (Thirty Years ago — Live)
- 2002: Tabaluga und das verschenkte Glück (CD) (Gift of Luck)
- 2004: Tabaluga und das verschenkte Glück — Live (DVD) (Gift of Luck)
- 2005: Laut und Leise (2CD / 2DualDisc) (Loud and Quiet)
- 2006: Begegnungen, eine Allianz fuer Kinder (CD / DVD) (Encounters, an Alliance for Children)PR:M.Y
- 2007: Frohe Weihnachten mit Tabaluga (CD) (Merry Christmas with Tabaluga)
- 2008: Ewig (CD / DVD) (Forever)
- 2010: Tattoos (40 Jahre Maffay-Alle Hits-Neu Produziert) (CD)